# Emily M. Danforth
Emily M. Danforth (Miles City, 1980. január 17. –) amerikai író.

## Élete
Danforth a montanai Miles Cityben született és nőtt fel. A Hofstra Egyetemre járt, ahol "előbújt". A Montana Egyetemen Master of Fine Arts fokozatot, a Nebraska–Lincoln Egyetemen pedig PhD-fokozatot szerzett. Több éven át az angol nyelv adjunktusa volt a Rhode Island-i főiskolán. Dolgozott életmentőként, úszásoktatóként, csaposként, pincérként. A Rhode Island állambeli Providence-ben él.

## Regényei
- Debütáló regénye, a The Miseducation of Cameron Post 2012 februárjában jelent meg. Ez a könyv lett az alapja egy 2018-as, azonos című filmnek.[9]

- Második, 2020-ban megjelent regénye a Plain Bad Heroines. A könyv egy Rhode Island-i bentlakásos iskolában és a Los Angeles-i filmiparban játszódik.

### Magyarul
- Cameron Post rossz nevelése (The Miseducation of Cameron Post) – Athenaeum, Budapest, 2019 · ISBN 9789632938912 · fordította: Todero Anna

## Egyéb információk
- Honlapja

## Fordítás
- Ez a szócikk részben vagy egészben  az   Emily M. Danforth című angol Wikipédia-szócikk fordításán alapul.  Az eredeti cikk szerkesztőit annak laptörténete sorolja fel. Ez a jelzés csupán a megfogalmazás eredetét és a szerzői jogokat jelzi, nem szolgál a cikkben szereplő információk forrásmegjelöléseként.